# 화신
화신(化身, 영어: incarnation)은 종교 · 신화 · 전설 등에서 초월적인 존재가 인간 · 천신 등의 몸으로 탄생하거나 출현하는 것을 말한다. "화신(化身)"의 문자 그대로 "몸으로 되다, 몸으로 변하다, 몸을 가지다"이며 사전적으로는 어떤 추상적인 특질 또는 성격이 구체적인 형상을 가지게 된 것을 뜻한다.
화신에 대한 교의는 여러 종교들에서 찾을 수 있다. 기독교의 성육신(成肉身), 불교의 화신(化身), 힌두교의 아바타라(아바타) 등의 교의가 그 대표적인 예들이다.
한편 윤회를 믿는 불교 · 자이나교 · 피타고라스주의 · 헤르메스주의 · 힌두교 등의 종교나 철학에서 윤회의 주체(흔히 영혼 · 영 · 영가라고 한다)가 세상으로 재탄생하는 것을 흔히 "이 세상에 화신하다(incarnate)"라고 표현하기도 한다. 이 경우에서처럼, 화신은 "어떤 추상적인 특질 또는 성격이 구체적인 형상을 가지게 된 것"의 의미가 아닌 영혼과 같은 윤회의 주체가 윤회를 벗어나지 못한 세계(특히 물질계나 불교의 삼계)로 재탄생하는 것을 뜻하기도 한다.

## 기독교
기독교에서는 하느님(이 문서에서는 기독교에서 신앙하는 유일신을 가리키는 용어로서 "하느님"을 사용한다)이 사람으로 나타난 것을 특별히 성육신(成肉身)이라고 한다. 성육신의 뜻은 "육신을 이루다"이다. 기독교의 교의에 따르면, 예수는 무한한 존재인 하느님이 성육신 또는 화신한 존재이다. 주류 기독교의 주요 교의 중 하나인 삼위일체론에 따르면, 예수는 성육신한 "하느님" 즉, 하느님의 현현 즉 에피파니(Epiphany)이다. 주현절(主顯節) 또는 공현절(公現節)은 예수, 즉 하느님(삼위일체론에 따르면 예수는 하느님과 동일한 존재이다)의 탄생이 아닌 하느님의 세상으로의 공식적 출현 또는 현현(Epiphany)을 축하하는 교회력 절기이다.

## 불교
불교에는 붓다의 몸에 대한 교의 중의 하나로 법신(法身) · 보신(報身) · 응신(應身) 또는 화신(化身)의 삼신설(三身說)이 있다. 불교의 응신설(應身說) 또는 화신설(化身說)에 따르면, 진리를 깨달은 존재인 붓다는 일반 사람(중생) · 보살 · 천신 · 마왕 등의 모습으로 나타나서 깨닫지 못한 사람들에게 가르침을 펴는 일을 하기도 한다. 주목할 만한 사항으로는 가르침을 펴기 위해 필요할 경우 부처가 마왕과 같은 무서운 모습으로도 화신한다는 교의가 있다는 점이다.

## 힌두교
힌두교의 교의 또는 경전에는 최고신 또는 하위신이 의인화 · 인격화되어 나타나는 경우가 아주 흔한데, 예를 들어 힌두교의 브라흐마는 우주의 궁극적 실재인 브라흐만의 창조의 특질이 의인화 또는 인격화된 신이다. 또한 힌두교에서는 신의 화신을 특별히 아바타 또는 아바타라라고 부른다. 이에 대한 대표적인 경우는 비슈누로, 힌두교의 교의에 따르면 비슈누에게는 10명의 아바타가 있으며 이 중에서 마지막 아바타인 칼키 아바타는 아직 세상에 출현하지 않은 상태이다. 힌두교에서는 인류가 진리를 잊고 악과 부정(不正)에 빠져있을 때 진리를 가르쳐 악으로부터 인류를 구원하고 정의를 회복하는 일을 하기 위해 신의 대리자로서 아바타가 출현한다고 본다.

## 같이 보기
- 보혜사